# Eva Seifert
Eva Johanna Helene Seifert (Altemburgo, Turingia, 8 de octubre de 1889 - Berlín, después de 1970) fue una filóloga romanista, lusista e hispanista alemana.

## Biografía
Poco se sabe sobre ella. Hija del banquero Adolf Seifert, estudió la secundaria en Dresde y se doctoró en lenguas románicas e historia en Oxford, Friburgo, Marburgo y Berlín. Viajó por Inglaterra y Portugal y estuvo en España enseñando alemán, donde conoció al poeta Vicente Aleixandre (1923), del cual fue amante durante cuarenta años, con largas separaciones. Enseñó español e historia de España en Berlín. Como romanista dedicó sus esfuerzos al portugués, al español y al catalán, estudiando sobre todo la evolución de los verbos habere y tenere en estos idiomas. Hizo además una edición de Fuenteovejuna, de Lope de Vega.

## Obras

### Libros y artículos
- Zur Entwicklung der Proparoxytona auf -ite, -ita, -itu im Galloromanischen. Leipzig, Borna, 1919. [Diss. Berlin]
- Die Proparoxytona im Galloromanischen. Halle, Niemeyer, 1923.
- Moderne spanische Prosa. Leipzig, Freytag, 1927.
- "'Haber' y 'tener' como expresiones de la posesión en Español." En: Revista de Filología Española 17 (1930): 233-389.
- "Die Verben 'habere' und 'tenere' im 'Fuero Juzgo'." En: Miscelânea de Estudos em Honra de D. Carolina Michaëlis de Vasconcellos. Coímbra, Imprensa da Universidade, 1933: 735-774.
- "Novos aspectos da Filologia Românica: Conferência pronunciada no Curso de Férias da Faculdade de Letras de Coimbra em Agosto de 1934." En: Biblos 10 (1934): 5-25.
- Tenere "Haben" im Romanischen. Firenze, Olschki, 1935.
- "Uma volta pelos arabismos da terra ibero-românica: conferencia". Publicações do Instituto Alemão da Universidade de Coimbra; Boletim do Instituto Alemão 5 (1935): 7-19.
- "O legado dos germanos á România occidental: conferencia". Publicações do Instituto Alemão da Universidade de Coimbra; Boletim do Instituto Alemão 5 (1935).
- Germânia Romana: conferencia. Publicações do Instituto Alemão da Universidade de Coimbra (1935).
- Tenere "haben" im Romanischen: Mit 4 Karten. Firenze, Olschki, 1935.
- "Die Verben habere und tenere im Katalanischen." En: Estudis Romànics 6 (1957-58): 1-74.
- "Tenere in den Werken von Camões." En: Reichenkron, Günter; Wandruszka, Mario; Wilhelm, Julius (Hrsg.): Syntactica und Stilistica. *"Festschrift für Ernst Gamillscheg zum 70". Geburtstag, 28. Oktober 1957. Tübingen, Niemeyer, 1957: 545-558.
- "Die Verben 'habere' und 'tenere' im Katalanischen." En: Estudis Romànics 6 (1957/1964): 1-74.

### Ediciones
- Heinrich Morf, Aus Dichtung und Sprache der Romanen. Vorträge und Skizzen. 8 Bde. Berlin; Leipzig, de Gruyter, 1903-1922.
- Lectura divertida. Leichte spanische Lesetexte für Anfänger. Bielefeld, Cornelsen, 1951.
- Félix Lope de Vega Carpio, Fuente Ovejuna. Comedia. Halle, Niemeyer, 1951.